# Houston Rockets
A Houston Rockets a texasi Houston profi kosárlabdacsapata, amely az NBA-ben a Nyugati főcsoportban, a Délnyugati csoportban játszik. A csapatot 1967-ben alapították San Diego Rockets néven, hazai mérkőzéseit a Toyota Centerben játssza. A Rockets történelme során eddig két bajnoki címet szerzett (1994, 1995) a legendás Hakeem Olajuwon vezetésével.